# Света Меланија Старија
Света Меланија Старија (350, Рим — 410, Јерусалим) је хришћанска светитељка, мајка Валерија Публикола, оца свете Меланије Млађе.
Православна црква помиње свету Меланију 8. (21.) јуна.

## Живот
Меланија Старија је била родом из сенаторске породице. Хришћанство је примила у Риму где је живела са мужем и децом, који су, са изузетком сина Валерија Публиколе, умрли док је она напунила 22 године, да би потом отишла у Александрију за светим Атанасијем. Након његове смрти 373. године отишла је са његовим следбеницима у Јерусалим и на Маслинској гори заједно са Руфином Аквилејским тамо подигла манастир. 
Око 400. године је посетила сина у Риму, а њена унука је пошла њеним путем и постала позната као Света Меланија Млађа. Након вандалског пустошења Рима 410. године Меланија и њена породица су пребегли на Сицилију, а потом у Јерусалим где је светица и умрла 416. године. 
Меланија Старија је међу најзначајнијим меценама првих манастира и међу најбитнијим женама у историји раног монаштва и раног хришћанства.